# Domínio de Shizuoka
Domínio de Shizuoka (静冈藩, Shizuoka-han) , inicialmente chamado de Domínio de Sunpu (骏府藩, Sunpu-han), foi um Han do Período Edo da História do Japão. Estava localizado na Província de Suruga na atual Shizuoka.

## História

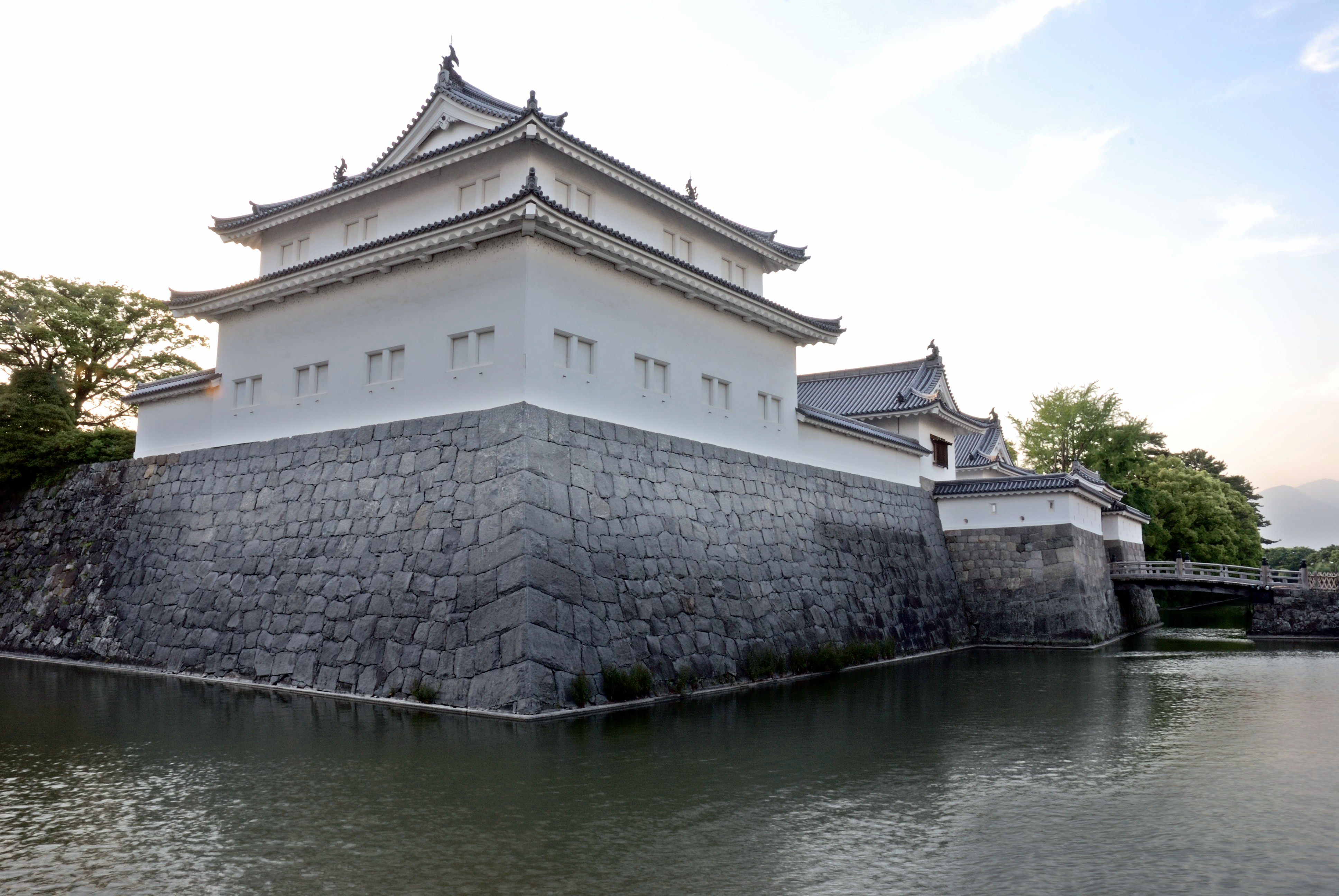
Tatsumi Yagura do Castelo Sunpu (reconstrução)

Durante o Período Muromachi , o Domínio de Sunpu foi a capital do Clã Imagawa . Os Imagawa foram derrotados na Batalha de Okehazama e Shizuoka posteriormente foi governada por Takeda Shingen, seguido por Tokugawa Ieyasu . No entanto, Toyotomi Hideyoshi mudou Ieyasu, e instalou Nakamura Kazutada para governar Sunpu. Após Toyotomi ser derrotado na Batalha de Sekigahara (1600) , Tokugawa Ieyasu recuperou Sunpu e mudou Nakamura para Yonago na Província de Hōki , e colocou como Daimyōs um de seus próprios vassalos, Naitō Nobunari em 1601. Isto marcou o início da Período Edo.
Em abril de 1606, Ieyasu se tornou Shogun Aposentado (Ōgosho) , e retirou-se para Sunpu, onde estabeleceu uma Corte Secundária, a partir da qual ele poderia influenciar o Shogun Hidetada por trás dos bastidores. Naitō foi transferido para o Domínio de Nagahama na Província de Omi .
Domínio de Sunpu ficou como Tenryō (administração direta pelo shogunato) de 1608 e foi brevemente restabelecido em 1609 por Tokugawa Yorinobu  décimo filho de Tokugawa Ieyasu . Foi dissolvido em 1619 e voltou ao status de tenryō quando Yorinobu mudou-se para a Província de Wakayama fundar o Domínio de Wakayama .
Em 1625, Sunpu foi novamente estabelecido, desta vez para Tokugawa Tadanaga  terceiro filho de Tokugawa Hidetada, com as receitas de 500.000 koku . No entanto, Tadanaga teve uma inimizade extrema e violenta contra seu irmão, Shogun Iemitsu. Ele foi afastado do cargo e forçado a cometer seppuku , em dezembro de 1632, após o qual o Domínio ficou sob a administração direta do shogunato. Através do restante do período Edo, o Domínio de Sunpu foi governado pelo Sunpu Jōdai (骏府城代) , um funcionário com status de Hatamoto , nomeado pelo Shogunato.
Durante a Restauração Meiji , o último Shogun Tokugawa , Yoshinobu renunciou a seu cargo entregando-o ao Imperador Meiji e liderança do Clã Tokugawa para Tokugawa Iesato . Em 1868, Iesato foi rebaixado ao status de um simples Daimyō, e atribuído o recém-criado Domínio de Shizuoka , que incluía todo o antigo Domínio de Sunpu, mais os Domínios adjacentes de Tanaka e Ojima, além de terras adicionais das Províncias de Tōtōmi e Mutsu com uma receita total  de 700.000 koku. Os territórios em Mutsu foram trocadas por territórios na Província de Mikawa no final daquele ano.
No Período Meiji , o título do Daimyō de Shizuoka era han-chiji ou chihanji (Governador do Han). Em 1871, o Domínio de Shizuoka foi substituído pela Província de Shizuoka.
As terras do antigo Domínio de Shizuoka ocupavam os dois terços a oeste da atual Província de Shizuoka , além da Península de Chita em Aichi.

## Lista de Daimyōs
- -- Clã Naitō, 1601-1609 (fudai; 30.000 koku)[6]

1. Naitō Nobunari (内藤 信成) 1601–1606  
Tenryō   de 1606 a 1609

- -- Clã Tokugawa, 1609-1868 (shinpan; 500.000 a 700.000 koku)

1. Tokugawa Yorinobu (徳川 頼宣) 1609–1619 Sangi
Tenryō     de 1619 a 1625
2. Tokugawa Tadanaga (徳川 忠長) 1625–1632 Dainagon
Tenryō     de 1632 a 1869
3. Tokugawa Iesato (徳川 이에사다) 1869–1871 Dainagon